# Quartier Sainte-Avoye
Le quartier Sainte-Avoye est le douzième quartier administratif de Paris situé dans le sud-ouest du 3e arrondissement. Il est nommé en l'honneur d'Avoye de Sicile, martyre du IIIe siècle. Une partie de l'actuelle rue du Temple, qui traverse le quartier du sud vers le nord, s'appelait autrefois « rue Sainte-Avoie ».
Le quartier évoque également l'ancien couvent des Ursulines de Sainte-Avoye, supprimé en 1790.
Aujourd'hui le quartier accueille une concentration importante de galeries d'art.

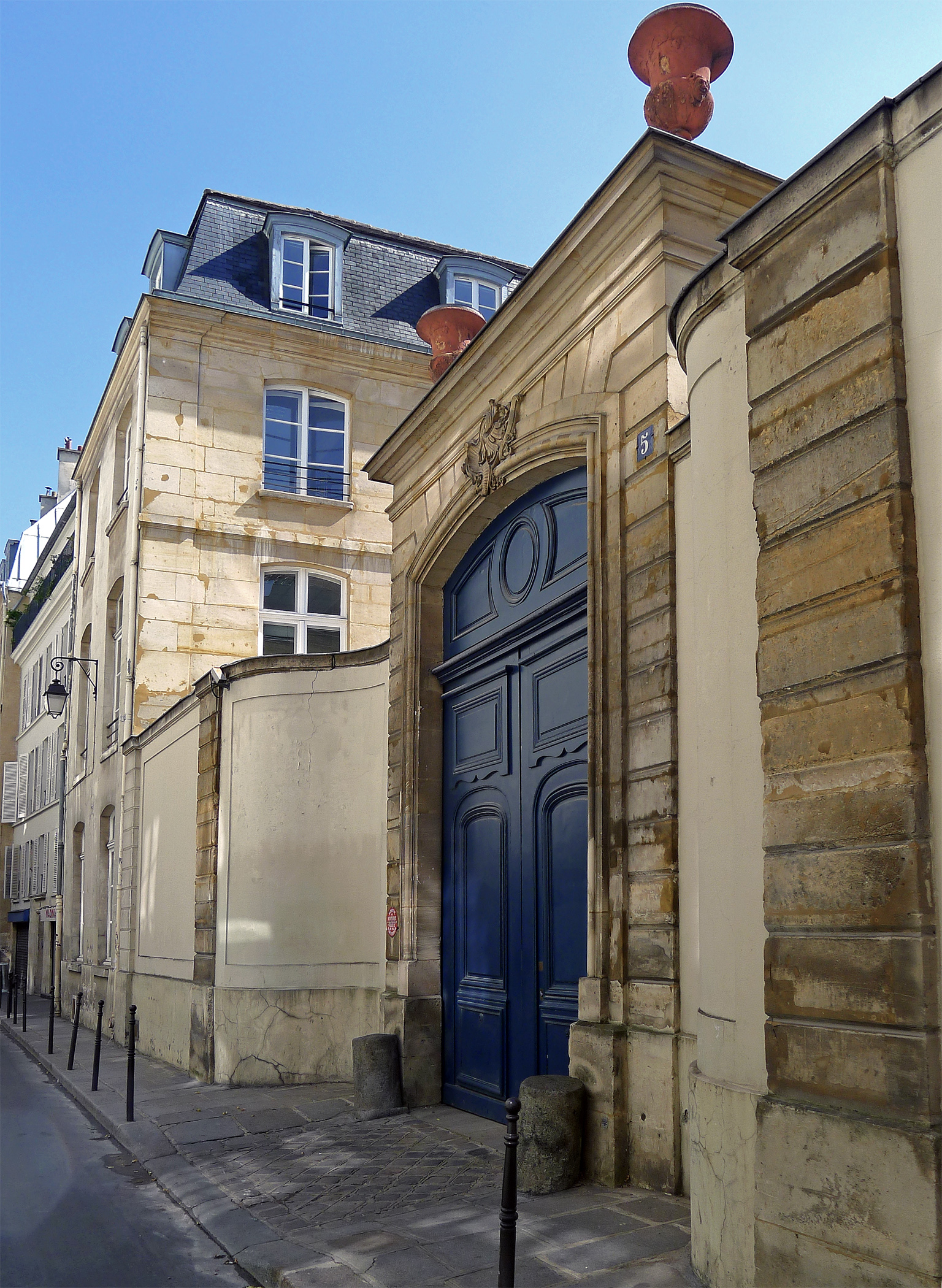
Ancien hôtel de Montmorency, de nos jours hôtel Thiroux de Lailly, rue de Montmorency.

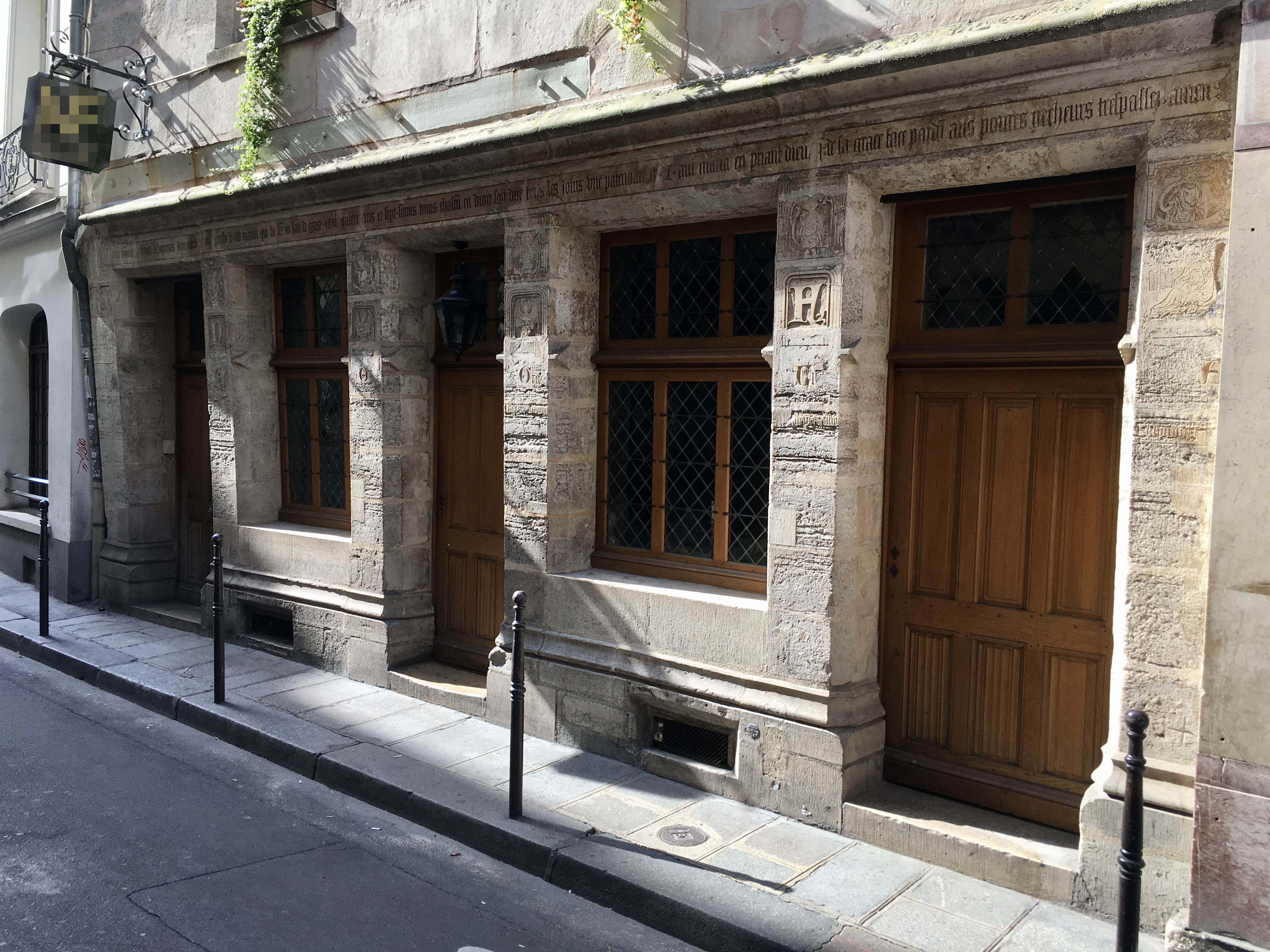
Maison de Nicolas Flamel, également rue de Montmorency.

## Localisation
Le quartier Sainte-Avoye est délimité depuis 1859 
- au sud par la rue Rambuteau (limite avec le 4e arrondissement),
- à l'est par la rue des Archives (limite avec le quartier des Archives),
- au nord par la rue Pastourelle (limite avec le quartier des Enfants-Rouges), et les rues : des Gravilliers et de Turbigo (limite avec le quartier des Arts-et-Métiers),
- à l'ouest par une section du boulevard de Sébastopol (limite avec le 1er et le 2e arrondissement).

## Historique
L'ancien quartier de Sainte-Avoye, de 1702 à 1789, diffère de l'actuel quartier portant le même nom. Il était situé entre la rue de la Verrerie, la rue Vieille-du-Temple, la rue des Quatre-Fils, et la rue des Archives.Le territoire du quartier actuel correspond principalement à la partie sud du bourg Saint-Martin-des-Champs, qui résulte du lotissement de terrains du domaine de l'abbaye de Saint-Martin-des-Champs au cours du XIIIe siècle.

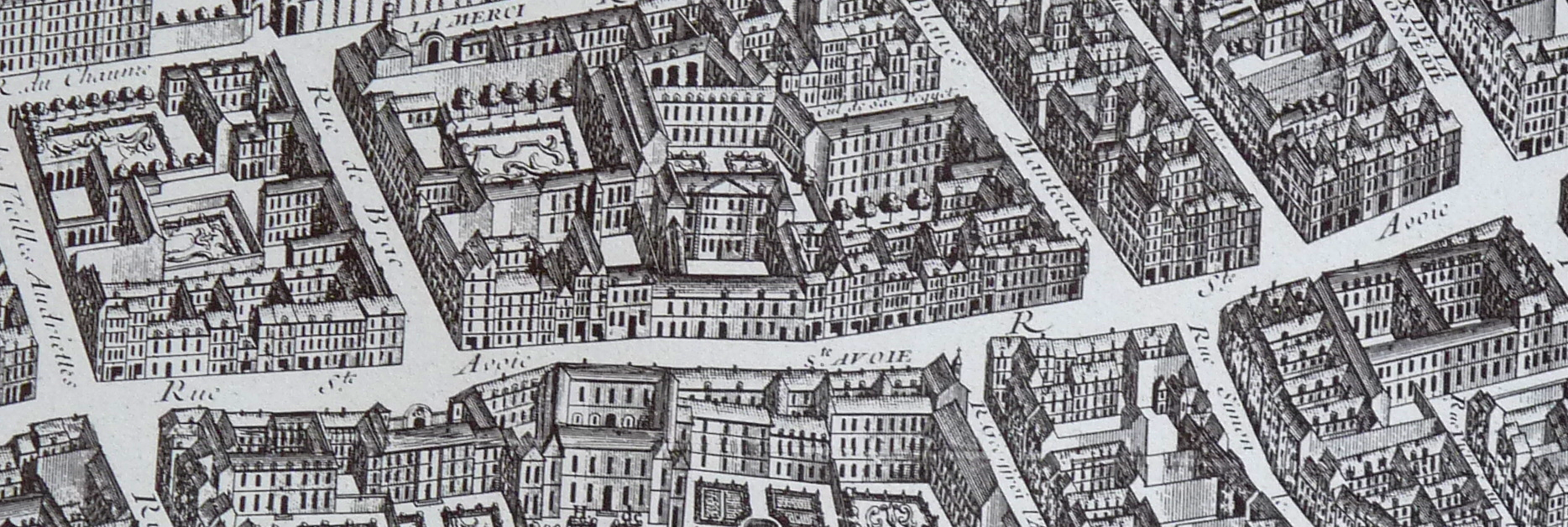
La rue Sainte-Avoie sur le plan de Turgot (1739).

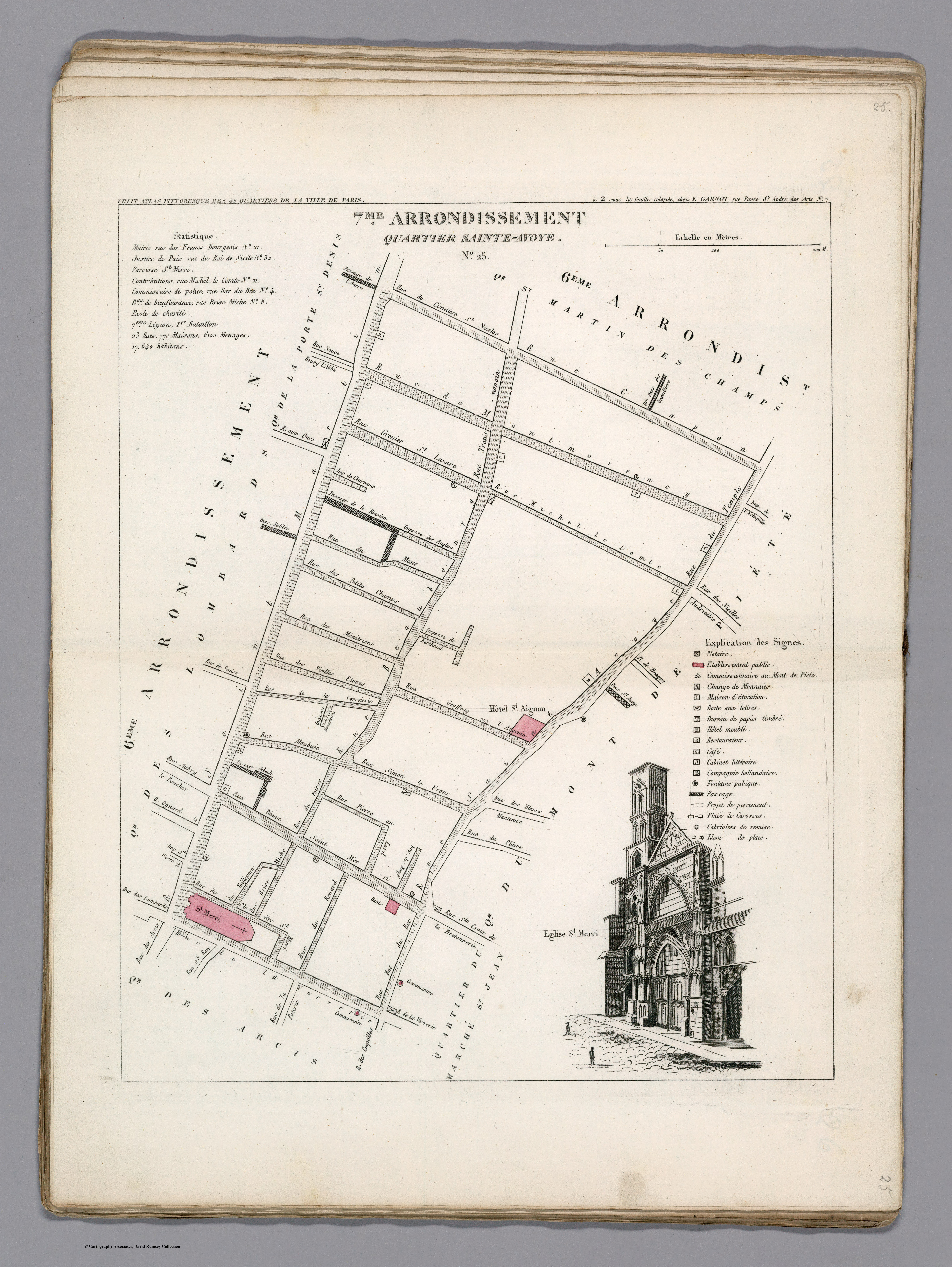
Plan du quartier Sainte-Avoye dans l'ancien 7e arrondissement en 1834.
Les quartiers administratifs du 3e arrondissement.

## Orthographe
L'orthographe du toponyme est fluctuante au cours des siècles ; celle retenue pour le quartier administratif et ayant cours de nos jours dans la documentation municipale est « Sainte-Avoye ».

## Principaux sites

### Espace vert
- Le jardin Anne-Frank, seul jardin public municipal du quartier.

### Musées
- Le musée d'art et d'histoire du judaïsme, dans l'hôtel de Saint-Aignan, au 71, rue du Temple.
- Le musée de la Poupée - Au Petit Monde Ancien, impasse Berthaud (désormais fermé).